# Biometrics
Biometrics is een internationaal, aan collegiale toetsing onderworpen wetenschappelijk tijdschrift op het gebied van de theoretische biologie en de statistiek. Het wordt uitgegeven door Wiley-Blackwell namens de International Biometric Society en verschijnt vier keer per jaar. Het tijdschrift is opgericht in 1945 onder de naam Biometrics Bulletin. De huidige naam dateert van 1947.